# Žluna
Žluna (Picus) je rod datlovitých ptáků. Živí se hmyzem jako ostatní datlovití, občas pozřou i ovoce nebo vejce. Oproti datlům a strakapoudům tráví na stromech méně času, občas loví i v mraveništích či termitištích. Je známo 14 druhů, v Česku žijí dva – žluna zelená a žluna šedá.

## Druhy
- žluna barmská (Picus viridanus)
- žluna černohlavá (Picus erythropygius)
- žluna červenokřídlá (Picus puniceus)
- žluna indočínská (Picus rabieri)
- žluna japonská (Picus awokera)
- žluna menší (Picus chlorolophus)
- žluna pestrobarevná (Picus mentalis)
- žluna proužkohrdlá (Picus xanthopygaeus)
- žluna síťovaná (Picus vittatus)
- žluna suříková (Picus miniaceus)
- žluna šedá (Picus canus)
- žluna španělská (Picus sharpei)
- žluna šupinkobřichá (Picus squamatus)
- žluna větší (Picus flavinucha)
- žluna zelená (Picus viridis)